# Templo Maya Devi (Lumbini)

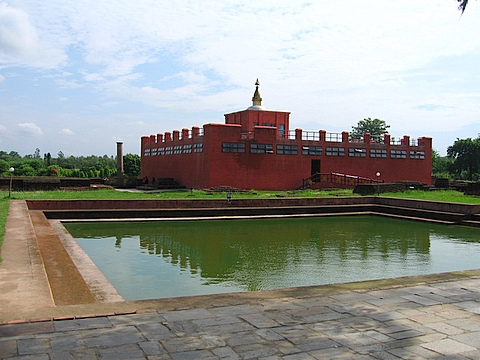
Templo Maya Devi en Lumbini, Nepal

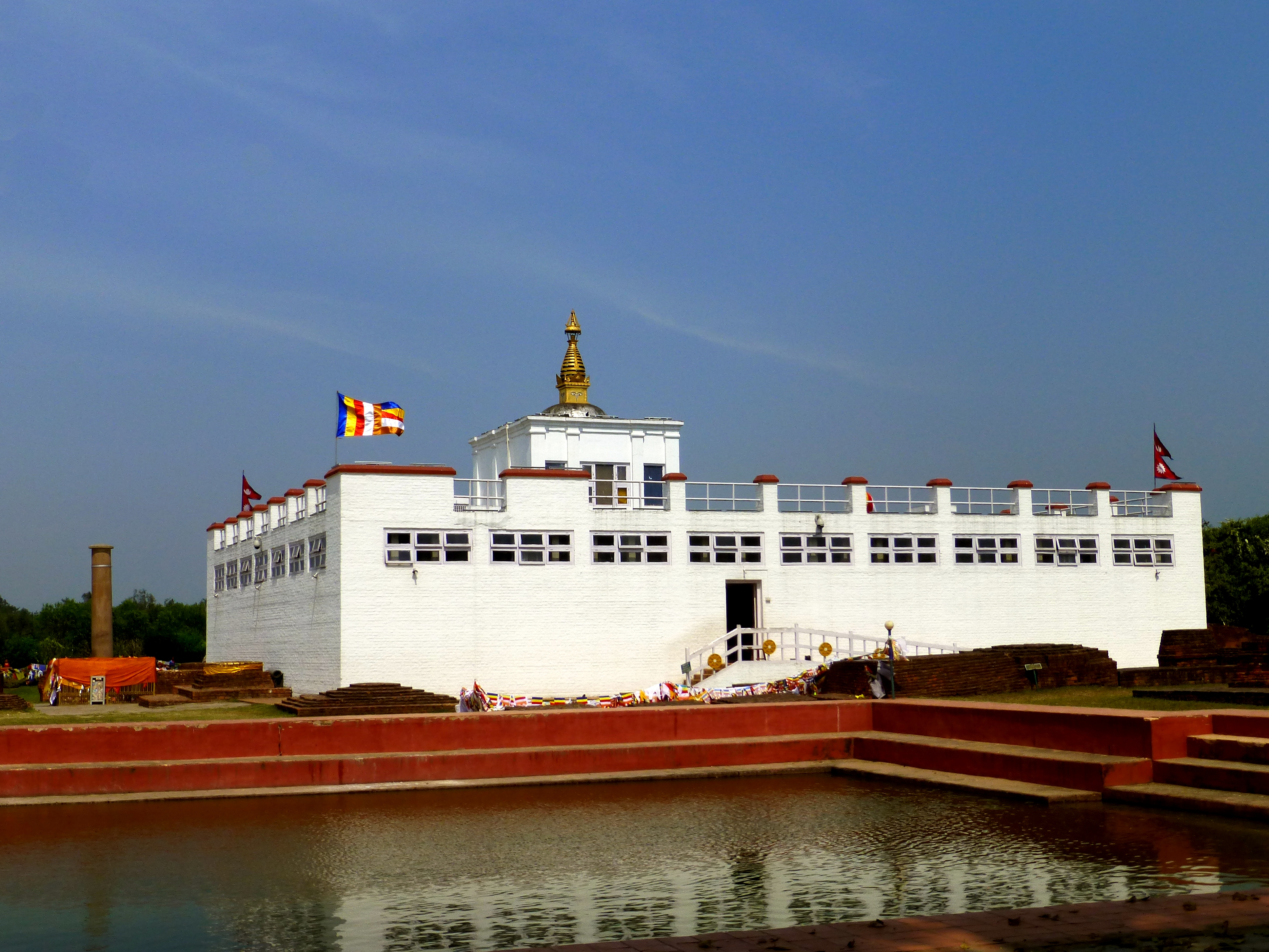
Templo Maya Devi en Lumbini, Nepal

El Templo Maya Devi es un antiguo templo budista ubicado en Lumbini (declarada patrimonio de la humanidad), Nepal. Es el templo principal de esta localidad, tradicionalmente considerado como el lugar de nacimiento del Buda Gautamá. El templo se encuentra al lado de un estanque sagrado (Pushkarini). Los restos arqueológicos del lugar fueron fechados como anteriores a los edificios de ladrillo construidos por Aśoka el grande en el siglo III a. C. En el 2013 se descubrió una capilla de madera del siglo VI a. C.

## El hallazgo
En noviembre de 2013 un equipo internacional de arqueólogos que se hallaba excavando debajo del tempo descubrió los restos de un antiguo árbol santuario que puede ser fechado antes del 550 a. C., y que posiblemente sería la evidencia más temprana que se ha encontrado de estructuras budistas y también, posiblemente, la primera evidencia arqueológica de la vida del Buda Gautama. La excavación fue dirigida por el señor Robin Coningham de la Universidad de Durham, Reino Unido y por Kosh Prasad Acharya del Área de patronato de desarrollo Según Coningham, el lugar es «el santuario budista más antiguo en el mundo».
El hallazgo fue hecho en un sitio el cual se tenía tradicionalmente, como el lugar de nacimiento del Buda; bajo una serie de sucesivos templos de ladrillo construidos debajo del templo actual. La investigación también reveló la presencia de fragmentos de raíces de árbol mineralizadas, lo cual es consistente con la tradición budista que asocia árboles con santuarios: se dice que Sidarta Gautama nació debajo de una Higurea arbórea sagrada (árbol śāl, mientras que su madre la reina Maya Devi sujetó una rama para apoyarse en ella luego del nacimiento del Buda.
La conferenciante de arqueología para la Escuela Universitaria de Londres en el sur de Asia, Julia Shaw, advirtió que el santuario podría ser originalmente un árbol santuario de origen prebudista y que se precisa de más investigación.

## Lectura adicional
- Coningham, R. A. E.; Acharya, K. P.; Strickland, K. M.; Davis, C. E.; Manuel, M. J.; Simpson, I. A.; Gilliland, K.; Tremblay, J.; Kinnaird, T. C.; Sanderson, D. C. W. (2013). The earliest Buddhist shrine: excavating the birthplace of the Buddha, Lumbini (Nepal) [El santuario budista más antiguo: la excavación del lugar del nacimiento del Buda en Lumbini, Nepal.] 87 (338). pp. 1104 - 1123. Archivado desde el original el 27 de mayo de 2014. Consultado el 26 de noviembre de 2013.